# Chazey-Bons (comuna suprimida)
Chazey-Bons es un pueblo francés situado en el departamento de Ain, de la región de Auvernia-Ródano-Alpes. Fue una comuna que desde 2017 forma parte de la comuna nueva de Chazey-Bons.

## Historia
Fue creado en 1790, al mismo tiempo que todas la comunas de Francia. El 1 de enero de 2017 pasó a ser una comuna delegada de la comuna nueva de Chazey-Bons al unirse con la comuna de Pugieu. En marzo de 2020, la comuna delegada fue suprimida por decisión del concejo municipal de Chazey-Bons.

## Demografía
| Gráfica de evolución demográfica de Chazey-Bons entre 1800 y 2013 |
|                                                                   |

Los datos demográficos contemplados en este gráfico de la comuna de Chazey-Bons se han cogido de 1800 a 1999 de la página francesa EHESS/Cassini, y los demás datos de la página del INSEE.